# Augusto Conte Lerdo de Tejada

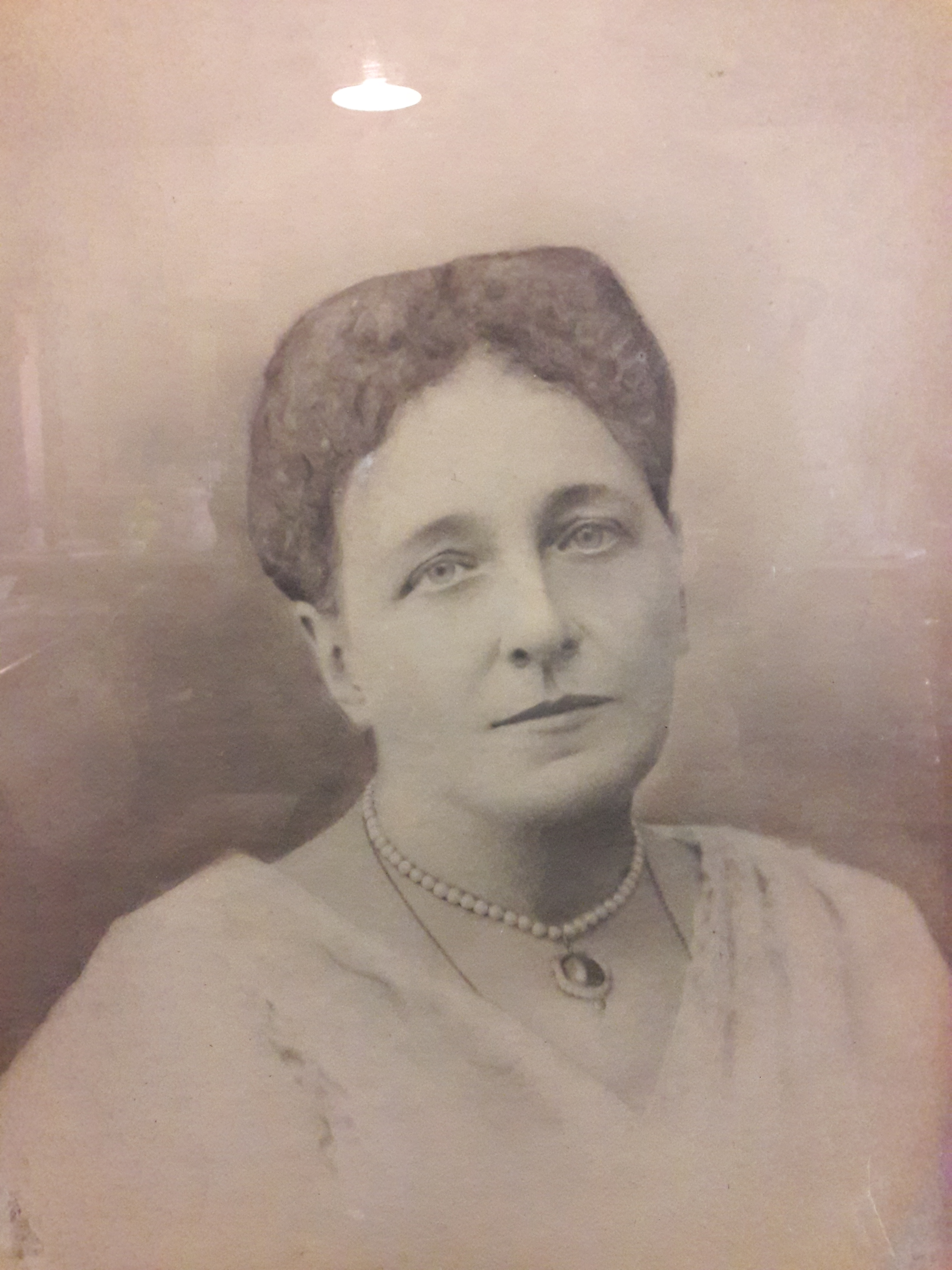
Retrato de Ida MacDonell, esposa de Augusto José Conte Lerdo de Tejada, hija de Hugh MacDonell of Aberchalder (diplomático inglés, escocés de nacimiento) e Ida Louise Ulrich

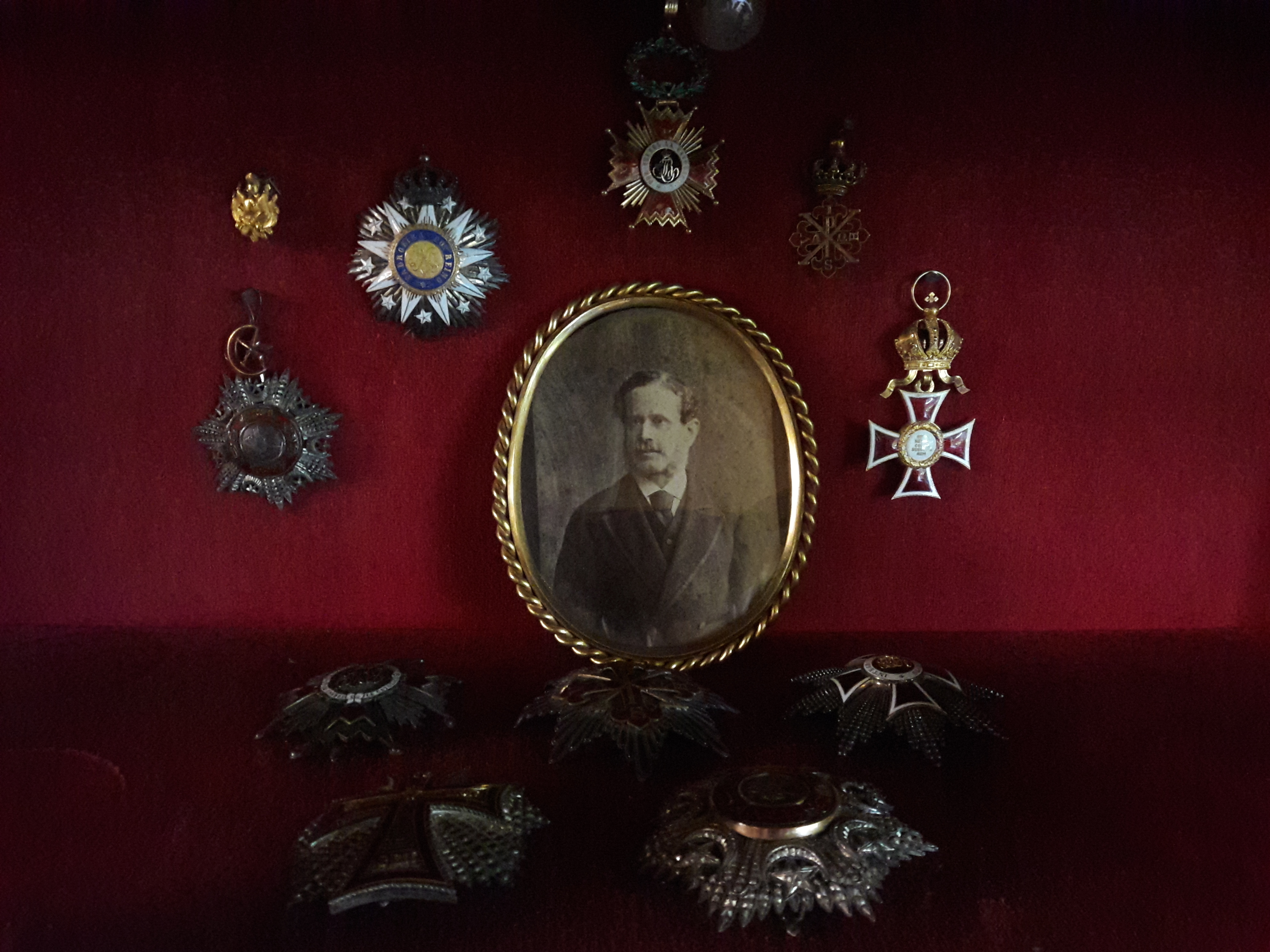
Foto de Augusto Conte y Lerdo de Tejada, rodeado de sus mayores condecoraciones.

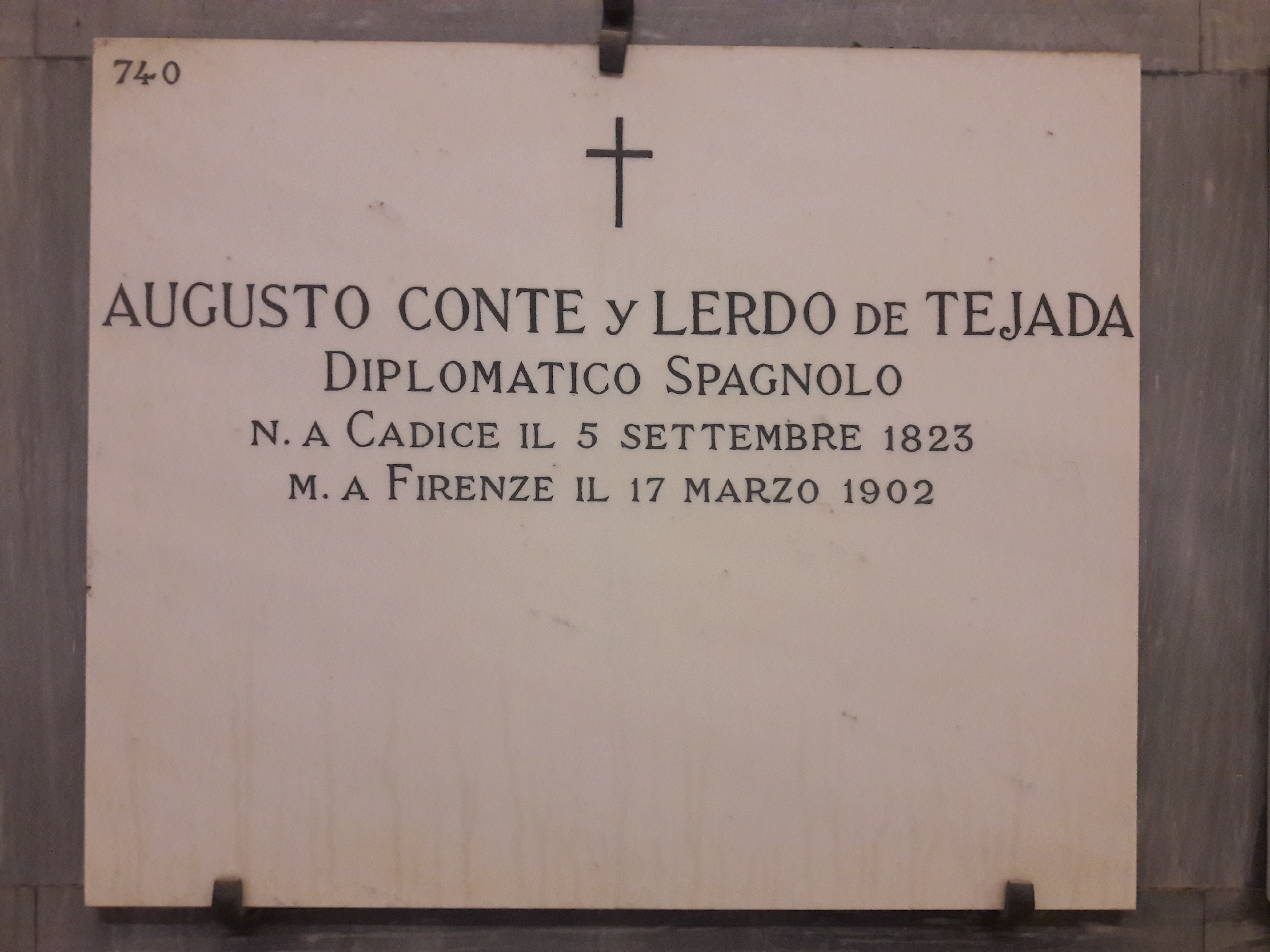
Tumba de Augusto Conte y Lerdo de Tejada, Florencia, Italia

Augusto Conte y Lerdo de Tejada fue un diplomático español nacido en Cádiz el 5 de septiembre de 1823 y muere en Florencia el 17 de marzo de 1902. Segundo hijo del matrimonio Franco-Español Don Augusto Conte Pecarrere y Dña. Margarita Lerdo de Tejada. 

## Biografía
Don Augusto, después de cursar sus primeros estudios en el Seminario de San Bartolomé de la ciudad gaditana, residió en Sevilla y Madrid para continuar sus estudios en Leyes para terminar trabajando en la carrera Diplomática (desde 1844) para S.M. Rey Alfonso XII.
 

Estando destinado en Viena, como Ministro Plenipotenciario, donde estuvo a cargo de la Unión Real entre S.M. el Rey Alfonso XII (Tatarabuelo de S.M. Rey Felipe VI) con la duquesa Dña. María Cristina de Habsburgo (Tatarabuela de Felipe VI) a través de cartas personales entre el Rey y su amigo Augusto. 
Madrid, 13 de Julio de 1879: (Carta de Alfonso XII a Don Augusto Conte)
" He juzgado lo mejor, escribir la adjunta carta confidencial a la Archiduquesa María, que le digo ser completamente reservada. En ella le espongo las diferencias culturales nuevas, le aconsejo hable a la Archiduquesa Cristina y su Madre, y después de visto esto, haré lo que más agrade a la Cristina. Creo y lo digo, lo mejor optar por que me señalen en que punto de Francia, donde yo vaya a esperarlas y que pasemos unos días allí, sin necesidad de que sea mi Bayona, mi Biarritz, sino un poco más lejos de la Frontera, para que tengamos más libertad.

También digo, que si vistas las dificultades, permite la Archiduquesa Cristina en que nos veamos en Viena, me pondré en camino, en sabiendo ser ese su deseo, pues desde ahora, deseo probar que más que una corona, deseo ofrecer un Corazón y las Felicidades de la familia y del superior."
La boda se lleva a cabo el 29 de noviembre de 1879 en la Real Basílica de Atocha, Madrid. 
Augusto fue elegido para esta tarea no solo por su posición en la Corte Austriaca y amistad con S.M. Rey Alfonso XII, si no por su elegancia, prestancia, diplomacia, los Idiomas y amistades. 

## Vida privada
Don Augusto contrajo matrimonio con Ida Alexandrine MacDonell (5 de mayo de 1823, Florencia // 4 de mayo de 1911, Florencia) el 4 de septiembre de 1853, Florencia, hija de Hugh MacDonell of Aberchalder e Ida Louise Ulrich, Duquesa de Talleyrand (2.as Nupias). Ida se casa en segundas nupcias con D. Augusto, ya que su primer matrimonio tiene lugar en la ocupación Austro-Húngara y su casa paterna (Casa di Annalena) se vuelve cuartel para el comandante del ejército Austro-Húngaro. En ese momento, conoce al Teniente Fréderick Kleinkauf, con el cual se casa el 28 de mayo de 1850. De este matrimonio, nace una hija, Ida Kleinkauf MacDonell, la cual muere a las 6 horas de haber nacido. Frederick muere 1 año después de la muerte de su hija y es enterrado, junto a su hija (ya enterrada) al lado de su suegro, Hugh MacDonell of Aberchalder, en el Cementerio Británico en Florencia.
Don Augusto fue cuñado de Emilie MacDonell II Marquesa de las Marismas del Guadalquivir (Esposa de Alejandro Jean Aguado y Moreno, II Marqués de las Marismas del Guadalquivir, hijo de Alejandro María Aguado y Ramírez de Estenoz I Marqués de las Marismas del Guadalquivir) siendo dama de honor, en 1854, de la Emperatriz Eugenia de Montijo, Esposa de Napoleón III, y del Conde de Sarriá (casado con su hermana Emilia Conte y Lerdo de Tejada). Frecuentó a intelectuales de la época como Martínez de la Rosa, González Bravo y el duque de Rivas y mantuvo lazos de amistad con Cánovas del Castillo, con el que se le sitúa políticamente. De las aficiones artísticas y literarias del diplomático gaditano nos queda un autotestimonio en los libros "Recuerdos de un diplomático".

## Órdenes y empleos

### Órdenes
- Orden de Carlos III
  - Comendador de número
  - Caballero
- Orden de Isabel la Católica
  - Caballero gran cruz
  - Comendador de número
- Comendador de la Orden del Mérito bajo el título de San Luis. (Ducado de Parma)
- 1856: Comendador de la Sagrada Orden Militar Constantiniana de San Jorge.[3] (Reino de las Dos Sicilias)
- Comendador de la Orden de la Nuestra Señora de la Concepción de Villaviciosa. (Reino de Portugal)
- Gran Cruz de la Orden de Dannebrog (Reino de Dinamarca)
- Gran Cruz de la Orden de Medjidie de (Imperio Otomano)
- Gran Cruz de la Orden del Santo Sepulcro.

### Empleos
- 08/01/1844: Agregado Diplomático Supernumerario de la Legislación de Lisboa.
- 28/08/1844: Agregado de número en México.
- 16/09/1847: Segundo Secretario de la Embajada en Roma.
- 28/12/1852: Segundo Secretario en Toscana y Luengas de aquella legislación
- 11/08/1854: Secretario de 1.ª clase en Turín.
- 13/10/1855: Secretario de 1.ª clase en Nápoles.
- 25/11/1857: Primer Secretario en Londres.
- 28/02/1865: Ministro Residente en Copenhague.
- 15/09/1869: Separado y cesante.
- 26/01/1875: Ministro Plenipotenciario en Constantinopla.
- 06/10/1878: ??(ilegible) en Viena
- 25/01/1886: Separado y Cesante
- 28/11/1892: Jubilado.